# Megalurus albolimbatus
Megalurus albolimbatus là một loài chim trong họ Locustellidae.